# Pulslaser
Unter einem Pulslaser oder Gepulstem Laser versteht man einen Laser, der das Licht nicht kontinuierlich emittiert, sondern das Licht in zeitlich begrenzten Portionen (den Pulsen) emittiert, d. h. der gepulst betrieben wird. Je nach zeitlicher Länge der Pulse spricht man von Kurz- oder Ultrakurzpulslasern. Im Gegensatz dazu gibt es Dauerstrichlaser (auch CW-Laser genannt, von continuous-wave laser).

## Eigenschaften
Während Licht eines Dauerstrichlasers typischerweise ein sehr schmales Spektrum hat, ist dies beim Pulslaser nicht möglich. Gemäß der Fourier-Transformation sind der zeitliche Verlauf und das Spektrum eines Pulses miteinander verknüpft: Je kürzer ein Puls also ist, desto größer ist seine Frequenz-Bandbreite.
Das Produkt aus zeitlicher und spektraler Breite ({\displaystyle \Delta t} und {\displaystyle \Delta \nu ,} jeweils FWHM der Intensität) heißt Transformlimit und erfüllt die Ungleichung
{\displaystyle \Delta t\cdot \Delta \nu \geq {\text{const.}}}
Die Konstante hängt hierbei von der Pulsform ab. Für einen gaußförmigen Puls der Intensität {\displaystyle I(t)} mit der zeitlichen Halbwertsbreite {\displaystyle \tau _{\text{ HWB}}}
{\displaystyle I(t)=I_{0}{\text{e}}^{-2t^{2}/\tau ^{2}}\qquad {\text{mit }}\tau _{\text{ HWB}}={\sqrt {2\ln 2}}\,\tau }
und der spektralen Intensität {\displaystyle S(\nu )} mit der spektralen Halbwertsbreite {\displaystyle \Delta \nu } um die Laserfrequenz {\displaystyle \nu _{0}}
{\displaystyle S(\nu )\sim {\text{e}}^{-2\pi ^{2}\tau ^{2}(\nu -\nu _{0})^{2}}={\text{e}}^{-2\pi ^{2}\tau ^{2}\Delta \nu ^{2}}\qquad {\text{mit }}\Delta \nu ={\frac {\sqrt {2\ln 2}}{\pi \,\tau }}}
gilt für das Produkt aus zeitlicher und spektraler Halbwertsbreite:
{\displaystyle \tau _{\text{ HWB}}\cdot \Delta \nu ={\sqrt {2\ln 2}}\,\tau \cdot {\frac {\sqrt {2\ln 2}}{\pi \,\tau }}={\frac {2\ln {2}}{\pi }}\approx 0{,}44.}

## Quasi-Dauerstrich-Laser (QCW)
Bei diesen Lasern handelt es sich um CW-Laser, deren Betrieb periodisch unterbrochen wird (daher „quasi-continuous-wave“). Während der Emission ist diese zeitlich konstant und steht in einem festen Verhältnis zur Pumprate, wie auch im CW-Betrieb. Da jedoch die Emission periodisch unterbrochen wird, ist die über die Zeit gemittelte Leistung geringer als die Spitzenleistung. Das ermöglicht Spitzenleistungen, die bei ununterbrochenem Betrieb die Strahlquelle überlasten würde. In dieser Hinsicht entspricht dieser Betrieb einem gepulsten Laser.

## Erzeugung
Einige Lasertypen emittieren physikalisch bedingt nur Laserpulse oder lassen sich nicht effizient als CW-Laser betreiben. Der erste Laser, der Rubinlaser von Theodore Maiman, ist ein solcher Pulslaser. Die in der Besetzungsinversion gespeicherte Energie wird von einem Puls schneller „abgeräumt“, als die Pumpquelle neue Energie in das obere Laserniveau pumpen kann. Insbesondere mit Blitzlampen gepumpte Festkörperlaser emittieren ausschließlich gepulstes Laserlicht. Die Energie, Dauer und Spitzenleistung kann dabei über kontrollierte Stromzufuhr für die Blitzlampen exakt eingestellt werden.
Auch können viele CW-Laser gepulst betrieben werden, indem die Pumpleistung schnell ein- und ausgeschaltet wird. Kohlendioxidlaser können so bis über 1 kHz gepulst betrieben werden. Im Prinzip lassen sich Pulse auch mit einer Kombination aus CW-Laser und einem Modulator (z. B. ein einfacher Chopper) erzeugen. So ein Verfahren ist jedoch nicht sehr effizient, da man einen Großteil der Laserleistung verliert. Darüber hinaus ist die minimale erreichbare Pulsdauer durch die Schnelligkeit des Modulators begrenzt. In der Praxis ist man daher bestrebt die gesamte Besetzungsinversion, d. h. die gesamte zur Verfügung stehende Verstärkung, des Lasers während einer Pulsdauer abzurufen.
Zur Erzeugung kurzer und ultrakurzer Pulse existieren unterschiedliche Verfahren.
Mit ihnen lassen sich Spitzenleistungen im Bereich von mehreren GW erreichen.

### Güteschaltung
Unter Güteschaltung (engl. Q-Switching) versteht man das Schalten der Verluste innerhalb des Laserresonators. Während die Verluste hoch gehalten werden, kann über optisches Pumpen eine hohe Besetzungsinversion aufgebaut werden. Durch die hohen Verluste kann der Laser während dieser Zeit nicht anschwingen. In dieser Zeit wird die Besetzungsinversion nur durch spontane, nicht aber durch stimulierte Emission reduziert. Wird die Güte des Resonators auf „gut“ geschaltet und so die Verluste reduziert, so setzt die stimulierte Emission ein. Diese verbraucht innerhalb kurzer Zeit die aufgebaute Besetzungsinversion, sodass die Energie im optischen Medium in einem kurzen Puls konzentriert wird.
Die Implementierung kann durch aktive oder passive Elemente erfolgen. Bei einer aktiven Implementierung wird die Güteschaltung „von außen gesteuert“, z. B. über Elektrooptische oder akustooptische Modulatoren. Bei einem sättigbarer Absorber als passives Element, verändert sich die Güteschaltung über die Beleuchtung. Durch die spontane Emission wird der Absorber nach und nach „gesättigt“, bis dessen Absorption soweit nachgelassen hat, dass die stimulierte Emission einsetzen kann. Diese führt zu einer weiteren Sättigung des Absorbers, sodass sich die Resonatorgüte weiter erhöht. Die stimulierte Emission erhöht sich daher weiter, bis die Besetzungsinversion verbraucht ist.
Mit einer aktiven Güteschaltung könnten Pulsdauern von einigen Nanosekunden erzeugt werden. Für kürzere Pulse werden passive Güteschalter genutzt.

### Modenkopplung
Bei der Modenkopplung (engl. mode locking) werden die im Laser vorhandenen longitudinalen Moden synchronisiert. Durch die phasenrichtige Überlagerung interferieren die unterschiedlichen Moden konstruktiv, so dass sich ein kurzer Puls ausbildet.
Wie bei der Güteschaltung gibt es auch hier aktive und passive Verfahren. Ein aktives Verfahren ist wieder die Verwendung eines akustooptischen Modulators. Bei der Modenkopplung regelt dieser aber nicht die Verluste so, dass der Laserbetrieb für eine bestimmte Zeit komplett unterdrückt wird. Vielmehr wird der Modulator mit einer Frequenz betrieben, die der Umlaufzeit eines Pulses im Resonator entspricht. Der Modulator muss hierbei nicht zwischen 0 und 100 % Transmission schalten. Es genügt bereits eine Modulation von einigen Prozent. Passive Verfahren lassen sich durch sättigbare Absorber oder durch Ausnutzung des Kerr-Linsen-Effekts realisieren.
Mit der Modenkopplung erreicht man Pulsdauern im Bereich von Piko- und Femtosekunden. Die Pulsenergien liegen mit Werten im Pico- und Nanojoule-Bereich deutlich unter den mit gütegeschalteten Lasern erreichbaren Werten. Die kürzesten Pulse erreicht man bei Verwendung von sättigbaren Absorbern. Die Pulse lassen sich nachträglich verstärken, z. B. in einem regenerativem Verstärker.
Laserpulse im Pikosekundenbereich wurden zuerst Mitte der 1960er Jahre von Anthony J. DeMaria und Mitarbeitern erzeugt und im Bereich unter 1 Pikosekunde 1974 von Charles Shank und Erich P. Ippen.

## Messung
Um einen Prozess zeitlich aufzulösen, braucht man Ereignisse, die kürzer als das zu messende Ereignis sind. Ultrakurze Laserpulse sind die kürzesten Ereignisse, die künstlich erzeugt werden können. Eine elektronische Messung mit einer Photodiode ist nicht möglich, da die Schnelligkeit einer Photodiode durch die Rekombinationszeit der Elektron-Loch-Paare begrenzt wird, welche typischerweise im Nanosekundenbereich liegt.
Oft ist das kürzeste zur Verfügung stehende Ereignis der Puls selbst. In einem Autokorrelator kann man den Puls "mit sich selbst" vermessen und so auf die Pulsdauer schließen.
Eine weitere Möglichkeit ist die Benutzung von FROG (frequency-resolved optical gating). Hiermit lässt sich ein Spektrogramm des Pulses aufnehmen und daraus das elektrische Feld sowie die Phase berechnen.

## Anwendungen
Pulslaser finden aufgrund ihrer hohen Spitzenintensitäten vielfältige Anwendungen z. B. in der Materialbearbeitung und der Augenheilkunde. Bei letzterem kann man Fehlsichtigkeit durch gezielte Abtragung von Hornhautoberfläche korrigieren (z. B. LASIK-Operation, Femto Lasik).
Weiterhin lassen sich wegen der hohen Intensitäten Effekte der nichtlinearen Optik, wie z. B. Frequenzverdopplung oder der Kerr-Effekt, induzieren.
Aufgrund der extrem kurzen Pulsdauern lassen sich physikalische Prozesse, die auf der Zeitskala der Pulsdauer ablaufen, auflösen. Dies geschieht z. B. mit der Pump-Probe-Technik.